# 出雲郡
- 令制国一覧 > 山陰道 > 出雲国 > 出雲郡
- 日本 > 中国地方 > 島根県 > 出雲郡

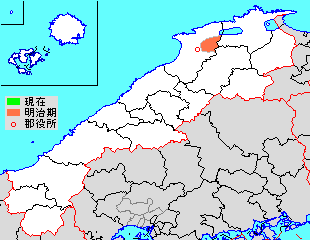
島根県出雲郡の位置

出雲郡（いずもぐん、しゅっとうぐん）は島根県（出雲国）にあった郡。

## 郡域
1879年（明治12年）に行政区画として発足した当時の郡域は、出雲市の一部（斐川町各町）にあたる。

## 古代
7世紀に評制の出雲評として建てられ、701年の大宝律令の制定とともに郡制の出雲郡となったと考えられる。『出雲国風土記』では出雲国と同様の由来の命名とされる。また出雲郷も同様とされる。郡家は出雲郷にあった。

### 郷里
天平5年（733年）2月30日に成立したとされる『出雲国風土記』には8の郷の内に23の里（神戸郷は除く）があったとされ、以下の郷の記載がある。天平11年（739年）の「出雲国大税賑給歴名帳」（『正倉院文書』に所収）によって里の名前もいくつか判明している。
- 健部郷 - 宇夜里から改名したとされる。波如里と他2里があった。現在の出雲市斐川町学頭、神庭、三絡、松江市宍道町伊志見辺り。
- 漆治郷[3] - 志司治郷[4]から神亀3年（726年）に改名した。深江里、工田里、犬上里があった。現在の出雲市斐川町上直江、直江辺り。
- 河内郷 - 伊美里、大麻里と他1里があった。現在の出雲市斐川町出西、斐川町阿宮、出雲市船津町、上島町、雲南市加茂町大竹辺り。
- 出雲郷 - 3の里があった（里名は不明）。現在の出雲市斐川町出西、神氷、求院、富村辺り。
- 杵築郷 - 評里制の時は支豆支里であったと考えられる[1]。その後寸付郷から神亀3年（726年）に改名した。因佐里と他2里があった。現在の出雲市大社町辺り。
- 伊努郷 - 伊農郷から神亀3年（726年）に改名した。3の里があった（里名は不明）。現在の出雲市東林木町、西林木町、日下町、矢尾町辺り。
- 美談郷 - 三太三郷から神亀3年（726年）に改名した。3の里があった（里名は不明）。現在の出雲市国富町、美談町、出雲市斐川町原鹿と今在家の一部辺り。
- 宇賀郷 - 2の里があった（里名は不明）。現在の出雲市国富町の北側、口宇賀町、奥宇賀町、河下町、猪目町、別所町、唐川町辺り。
- 神戸郷 - 2の里があった（里名は不明）。現在の出雲市斐川町今在家、鳥井、名島辺り。

### 式内社
『延喜式』神名帳に記される郡内の式内社。
| 神名帳                                      | 神名帳                       | 神名帳 | 神名帳           | 比定社                       | 比定社                          | 比定社             | 集成 |
| 社名                                        | 読み                         | 格     | 付記             | 社名                         | 所在地                          | 備考               | 集成 |
| ------------------------------------------- | ---------------------------- | ------ | ---------------- | ---------------------------- | ------------------------------- | ------------------ | ---- |
| 出雲郡 58座（大1座・小57座）                |                              |        |                  |                              |                                 |                    |      |
| 大穴持神社                                  | オホナモチノ                 | 小     |                  | （廃絶）                     | （廃絶）                        |                    |      |
| 杵築大社                                    | キヅキノ                     | 名神大 |                  | 出雲大社                     | 島根県出雲市大社町杵築東195     | 出雲国一宮         |      |
| 同社大神大后神社                            | -オホカミオオキサキノ        | 小     |                  | 大神大后神社                 | 同上                            | 出雲大社境内社     |      |
| 同社坐伊能知比売神社                        | -イノチヒメノ                | 小     |                  | 伊能知比売神社               | 同上                            | 出雲大社境内社     |      |
| 同社神魂御子神社                            | -カンタマミコノ -カムムスビ- | 小     |                  | 神魂御子神社                 | 同上                            | 出雲大社境内社     |      |
| 同社神魂伊能知奴志神社                      | -カンタマイノチヌシノ        | 小     |                  | 神魂伊能知奴志神社（命主社） | 島根県出雲市大社町杵築東        | 出雲大社境外摂社   |      |
| 同社神大穴持御子神社                        | -カムオホナモチミコノ        | 小     |                  | 大穴持御子神社（三歳社）     | 島根県出雲市大社町杵築東        | 出雲大社境外摂社   |      |
| 同社大穴持伊那西波伎神社                    | -イナセハギノ                | 小     |                  | 大穴持伊那西波岐神社         | 島根県出雲市大社町鷺浦102       | 出雲大社境外摂社   |      |
| 同社大穴持御子玉江神社                      |                              | 小     |                  | 大穴持御子玉江神社（乙見社） | 島根県出雲市大社町修理免920     | 出雲大社境外摂社   |      |
| 阿須伎神社                                  | アスキノ                     | 小     |                  | 阿須伎神社（阿式社）         | 島根県出雲市大社町遙堪1473      | 出雲大社境外摂社   |      |
| 同社神韓国伊太弖神社                        | -カラクニイタテノ            | 小     |                  | 合祀：阿須伎神社             | 同上                            | 出雲大社境外摂社   |      |
| 同社天若日子神社                            | -アメワカヒコノ              | 小     |                  | 合祀：阿須伎神社             | 同上                            | 出雲大社境外摂社   |      |
| 同社須佐袁神社                              | -スサノヲノ                  | 小     |                  | 合祀：阿須伎神社             | 同上                            | 出雲大社境外摂社   |      |
| 同社神魂意保刀自神社                        | -カンタマイホトシノ          | 小     |                  | 合祀：阿須伎神社             | 同上                            | 出雲大社境外摂社   |      |
| 同社神阿須伎神社                            | -カンアスキノ                | 小     |                  | 合祀：阿須伎神社             | 同上                            | 出雲大社境外摂社   |      |
| 同社神伊佐那伎神社                          | -カンイサナキノ              | 小     |                  | 合祀：阿須伎神社             | 同上                            | 出雲大社境外摂社   |      |
| 同社神阿麻能比奈等理神社                    | -アマノヒナトリノ            | 小     |                  | 合祀：阿須伎神社             | 同上                            | 出雲大社境外摂社   |      |
| 同社神伊佐我神社                            | -イサカノ                    | 小     |                  | 合祀：阿須伎神社             | 同上                            | 出雲大社境外摂社   |      |
| 同社阿遅須伎神社                            | -アチスキノ                  | 小     |                  | 合祀：阿須伎神社             | 同上                            | 出雲大社境外摂社   |      |
| 同社天若日子神社                            | -アメワカヒコノ              | 小     |                  | 合祀：阿須伎神社             | 同上                            | 出雲大社境外摂社   |      |
| 御碕神社                                    | ミサキノ                     | 小     |                  | 日御碕神社                   | 島根県出雲市大社町日御碕455     |                    |      |
| 因佐神社                                    | イナサノ                     | 小     |                  | 因佐神社                     | 島根県出雲市大社町杵築北3008    | 出雲大社境外摂社   |      |
| 久佐加神社                                  | クサカノ                     | 小     |                  | 久佐加神社                   | 島根県出雲市日下町731-1         |                    |      |
| 同社大穴持海代日古神社                      | -アマシロヒコノ              | 小     |                  | 来坂神社                     | 島根県出雲市矢尾町799           |                    |      |
| 同社大穴持海代日女神社                      | -アマシロヒメノ              | 小     |                  | 合祀：来坂神社               | 同上                            |                    |      |
| 伊努神社                                    | イヌノ                       | 小     |                  | 伊努神社                     | 島根県出雲市西林木町276         |                    |      |
| 同社神魂伊豆乃売神社                        | -カンタマイツノヒメノ        | 小     |                  | 合祀：伊努神社               | 同上                            |                    |      |
| 同社神魂神社                                | -カンタマノ                  | 小     |                  | 合祀：伊努神社               | 同上                            |                    |      |
| 同社比古佐和気神社                          | -ヒコサワケノ                | 小     |                  | 合祀：伊努神社               | 同上                            |                    |      |
| 意布伎神社                                  | イフキノ オ-                 | 小     |                  | 合祀：伊努神社               | 同上                            |                    |      |
| 都我利神社                                  | ツカリノ                     | 小     |                  | 都我利神社                   | 島根県出雲市東林木町672         |                    |      |
| 伊佐波神社                                  | イサハノ                     | 小     |                  | 合祀：都我利神社             | 同上                            |                    |      |
| 美談神社                                    | ミタミノ ミタムノ            | 小     |                  | 美談神社                     | 島根県出雲市美談町182           |                    |      |
| 同社比売遅神社                              | -ヒメチノ                    | 小     |                  | 合祀：美談神社               | 同上                            |                    |      |
| 県神社                                      | アカタノ                     | 小     |                  | 県神社                       | 同上                            | 美談神社境内社     |      |
| 同社和加布都努志神社                        | -ワカフツヌシノ              | 小     |                  | 和加布都努志神社             | 同上                            | 美談神社境内社     |      |
| 印波神社                                    | イハノ                       | 小     |                  | 印波神社                     | 同上                            | 美談神社境内社     |      |
| 都武自神社                                  | ツムシノ                     | 小     |                  | 都牟自神社                   | 島根県出雲市国富町 1            |                    |      |
| 宇加神社                                    | ウカノ                       | 小     |                  | 宇加神社                     | 島根県出雲市口宇賀町521         |                    |      |
| 美努麻神社                                  | ミヌマノ                     | 小     |                  | 奥宇賀神社                   | 島根県出雲市奥宇賀町1387        |                    |      |
| 布勢神社                                    | フセノ                       | 小     |                  | 奥宇賀神社                   | 同上                            |                    |      |
| 意保美神社                                  | オホミノ                     | 小     |                  | 意保美神社                   | 島根県出雲市河下町217           |                    |      |
| 意保美神社                                  | オホミノ                     | 小     | （論）垂水神社   | 島根県出雲市河下町549        |                                 |                    |      |
| 出雲神社                                    | イツモノ                     | 小     |                  | （論）諏訪神社               | 島根県出雲市別所町72            |                    |      |
| 出雲神社                                    | イツモノ                     | 小     | （論）長浜神社   | 島根県出雲市西園町4258       |                                 |                    |      |
| 出雲神社                                    | イツモノ                     | 小     | （論）素盞社     | 島根県出雲市大社町杵築東195  | 出雲大社境内摂社                |                    |      |
| 同社韓国伊太弖神社                          | -カラクニ-                   | 小     |                  | 合祀：諏訪神社               | 島根県出雲市別所町72            |                    |      |
| 斐代神社                                    | ヒシロノ                     | 小     |                  | 斐代神社                     | 島根県出雲市唐川町408           |                    |      |
| 韓竈神社                                    | カラカマノ                   | 小     |                  | 韓竈神社                     | 島根県出雲市唐川町              |                    |      |
| 鳥屋神社                                    | トリヤノ                     | 小     |                  | 鳥屋神社                     | 島根県出雲市斐川町鳥井815       |                    |      |
| 神代神社                                    | カンシロノ                   | 小     |                  | 神代神社                     | 島根県出雲市斐川町神庭485       |                    |      |
| 神代神社                                    | カンシロノ                   | 小     | （論）万九千神社 | 島根県出雲市斐川町併川258    | 立虫神社境内社                  |                    |      |
| 曽枳能夜神社                                | ソキノヤノ                   | 小     |                  | 曽枳能夜神社                 | 島根県出雲市斐川町神氷823       |                    |      |
| 同社韓国伊太弖神社 （同社韓国伊太弖奉神社） | -イタテ-                     | 小     |                  | 韓國伊太弖奉神社             | 同上                            | 曽枳能夜神社境内社 |      |
| 伊佐賀神社                                  | イサカノ                     | 小     |                  | 伊保神社                     | 島根県出雲市斐川町出西字伊保544 |                    |      |
| 久武神社                                    | クムノ                       | 小     |                  | 久武神社                     | 島根県出雲市斐川町出西1834      |                    |      |
| 加毛利神社                                  | カモリ                       | 小     |                  | 加毛利神社                   | 島根県出雲市斐川町神氷神守1779  |                    |      |
| 御井神社                                    | ミヰノ                       | 小     |                  | 御井神社                     | 島根県出雲市斐川町直江町2518    |                    |      |
| 伊甚神社                                    | イジンノ イシムノ            | 小     |                  | 伊甚神社                     | 島根県松江市宍道町伊志見188     |                    |      |
| 波知神社                                    | ハチノ                       | 小     |                  | 波知神社                     | 島根県出雲市斐川町三絡559       |                    |      |
| 立虫神社                                    | タチムシノ                   | 小     |                  | 立虫神社                     | 島根県出雲市斐川町併川258       |                    |      |
| 阿吾神社                                    | アコノ                       | 小     |                  | 阿吾神社                     | 島根県出雲市斐川町阿宮295       |                    |      |
| 凡例を表示                                  |                              |        |                  |                              |                                 |                    |      |

## 中世以降
中世に入る前には杵築郷、伊努郷と河内郷の領域は神門郡に、宇賀郷と美談郷の領域は楯縫郡に組み込まれたと考えられる。残りの郡域は鎌倉期から戦国期にかけて出東郡（しゅっとうぐん）に変わった。その後近世初期に出雲郡（読みは「しゅっとう」のまま）となった。

### 近世以降の沿革

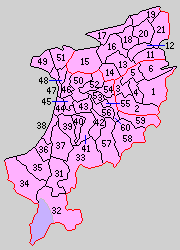
1.荘原村 2.出西村 3.伊波野村 4.直江村 5.久木村 6.出東村（桃：出雲市 11 - 21は楯縫郡 31 - 60は神門郡）

- 明治初年時点で、出雲郡（しゅっとうぐん）の全域が出雲松江藩領であった。「旧高旧領取調帳データベース」に記載されている明治初年時点での村は以下の通り[5]。●は村内に寺社領（出雲大社領）が存在。（1町32村）[6]

南村、福富村、沖須村、中須村、黒目村、氷室村、中原村、神守村、坂田村、三分市村、今在家村、上直江村、下直江村、直江町、下庄原村、上庄原村、吉成村、武部村、宇屋神庭村、羽根村、学頭村、上鹿塚村、鳥屋村、井上村、上阿宮村、下阿宮村、出西村、求院村、神立村、●富村、●千家村、●北島村、別名村
- 明治4年
  - 7月14日（1871年8月29日） - 廃藩置県により松江県の管轄となる。
  - 11月15日（1871年12月26日） - 第1次府県統合により島根県の管轄となる。
- 明治5年（1872年） - 直江町が下直江村に合併。（32村）
- 明治8年（1875年）9月5日[11]（24村）
  - 氷室村・神守村が合併して神氷村となる。
  - 中原村・上鹿塚村が合併して原鹿村となる。
  - 吉成村・武部村・羽根村が合併して三纏村となる。
  - 鳥屋村・井上村が合併して鳥井村となる。
  - 上阿宮村・下阿宮村が合併して阿宮村となる。
  - 神立村・千家村が合併して併川村となる。
  - 北島村・別名村が合併して名島村となる。
- 明治12年（1879年）1月12日 - 郡区町村編制法の島根県での施行により行政区画としての出雲郡（いずもぐん）が発足。「楯縫出雲郡役所」が楯縫郡平田村上ヶ分に設置され、同郡とともに管轄。
- 明治17年（1884年） - 下直江村の一部が分立して直江町となる。（1町24村）
- 明治22年（1889年）4月1日 - 町村制の施行により、下記の各村が発足。全域が現・出雲市。（6村）
  - 荘原村 ← 学頭村、宇屋神庭村、下庄原村、三纏村、上庄原村
  - 出西村 ← 阿宮村、出西村、神氷村、求院村、併川村
  - 伊波野村 ← 富村、名島村、鳥井村、上直江村
  - 直江村 ← 下直江村、直江町
  - 久木村 ← 今在家村、南村、福富村、原鹿村
  - 出東村 ← 沖須村、中須村、黒目村、三分市村、坂田村
- 明治29年（1896年）4月1日 - 郡制の施行のため、出雲郡・楯縫郡・神門郡の区域をもって簸川郡が発足。同日出雲郡廃止。